# Elseid Hysaj
Elseid Gëzim Hysaj est un footballeur international albanais né le 2 février 1994 à Shkodër qui évolue au poste de défenseur à la Lazio Rome.

## Carrière

### En club
Elseid Hysaj fait ses débuts en tant que joueur pro dans l'équipe première d'Empoli en novembre 2011, contre la Fiorentina pour un match de la Coupe d'Italie 2011-2012, Empoli perd le match 2 buts à 1.
Il joue son premier match en Serie B contre Virtus Lanciano en octobre 2012, pour une victoire 3-0 d'Empoli.
En septembre 2013, il renouvelle son contrat avec le club jusqu'en 2015.
Il marque son premier but contre le Virtus Lanciano en avril 2014 ; mais cette fois Empoli perd le match 2 buts à 1.
Le 25 juillet 2020, il marque son unique but en Serie A contre Sassuolo (2-0).

### En sélection nationale

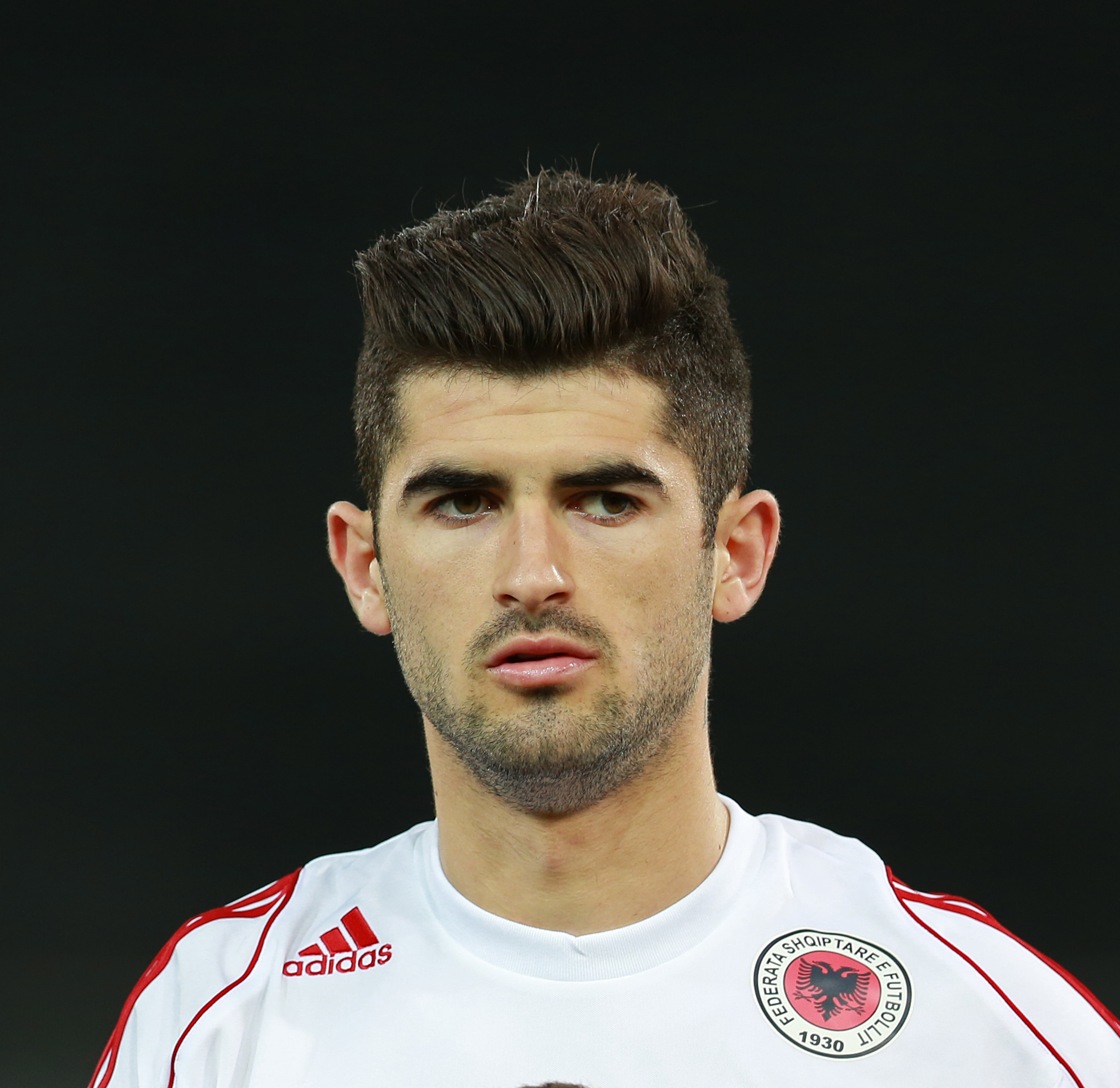
Sous le maillot de l'Albanie.

Il joue son premier match sous les couleurs de l'Albanie en février 2013 contre la Géorgie, à l'âge de 19 ans.
Elseid Hysaj dispute son premier tournoi international lors de l'Euro 2016. 
Il est retenu dans la liste des 26 joueurs albanais du sélectionneur Sylvinho pour participer à l'Euro 2024.

## Palmarès
- Vainqueur de la Coupe d'Italie en 2020 avec le SSC Naples